# Меркерк
Меркерк (нід. Meerkerk) — село в нідерландській провінції Утрехт. Входить до муніципалітету Вейфгеренланден.
Його площа становить 15,27 км², а населення станом на 2021 рік складало 3 860 осіб.
До 1986 року мало статус окремого муніципалітету.

## Галерея

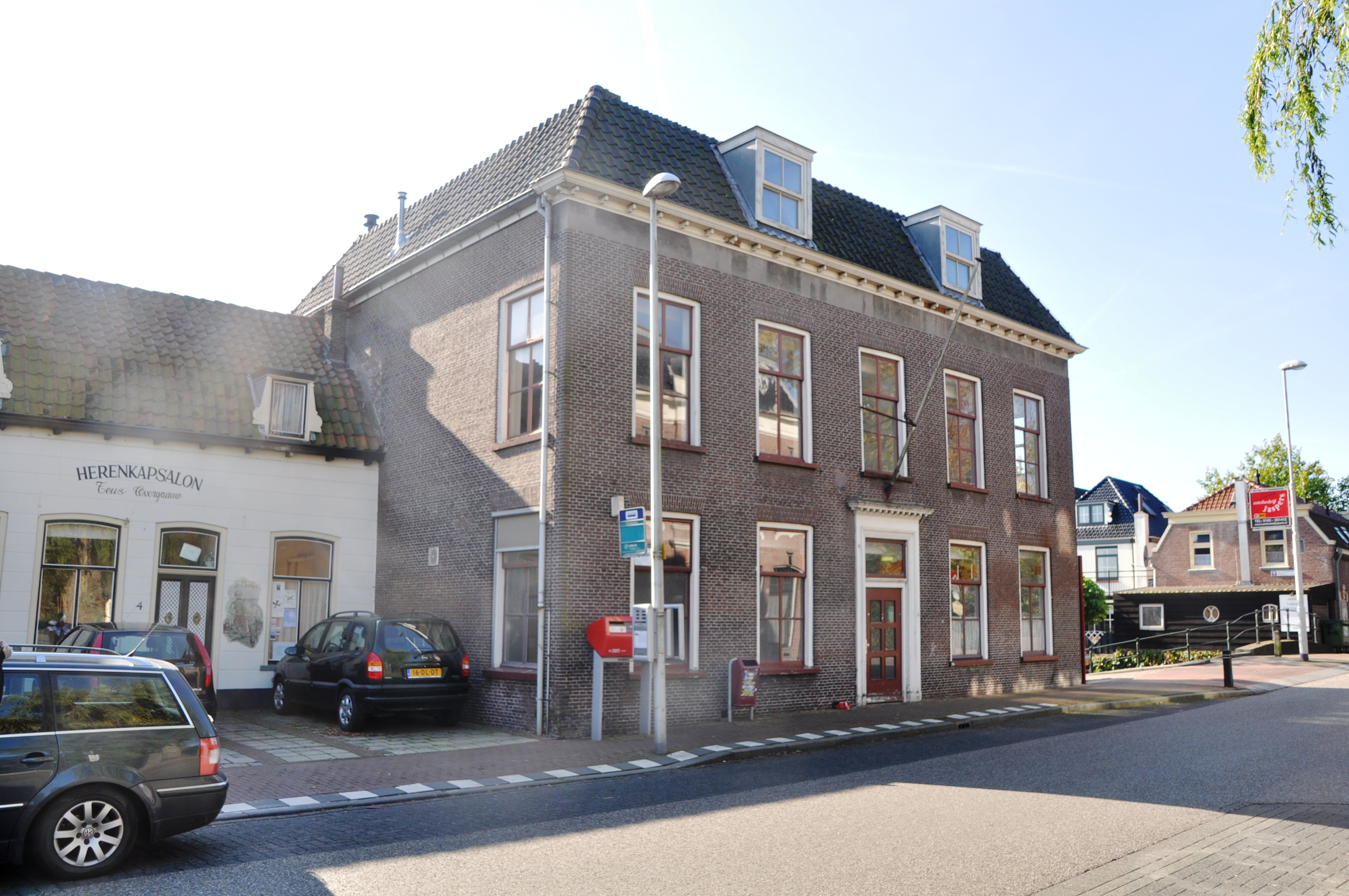
Колишня будівля пошти
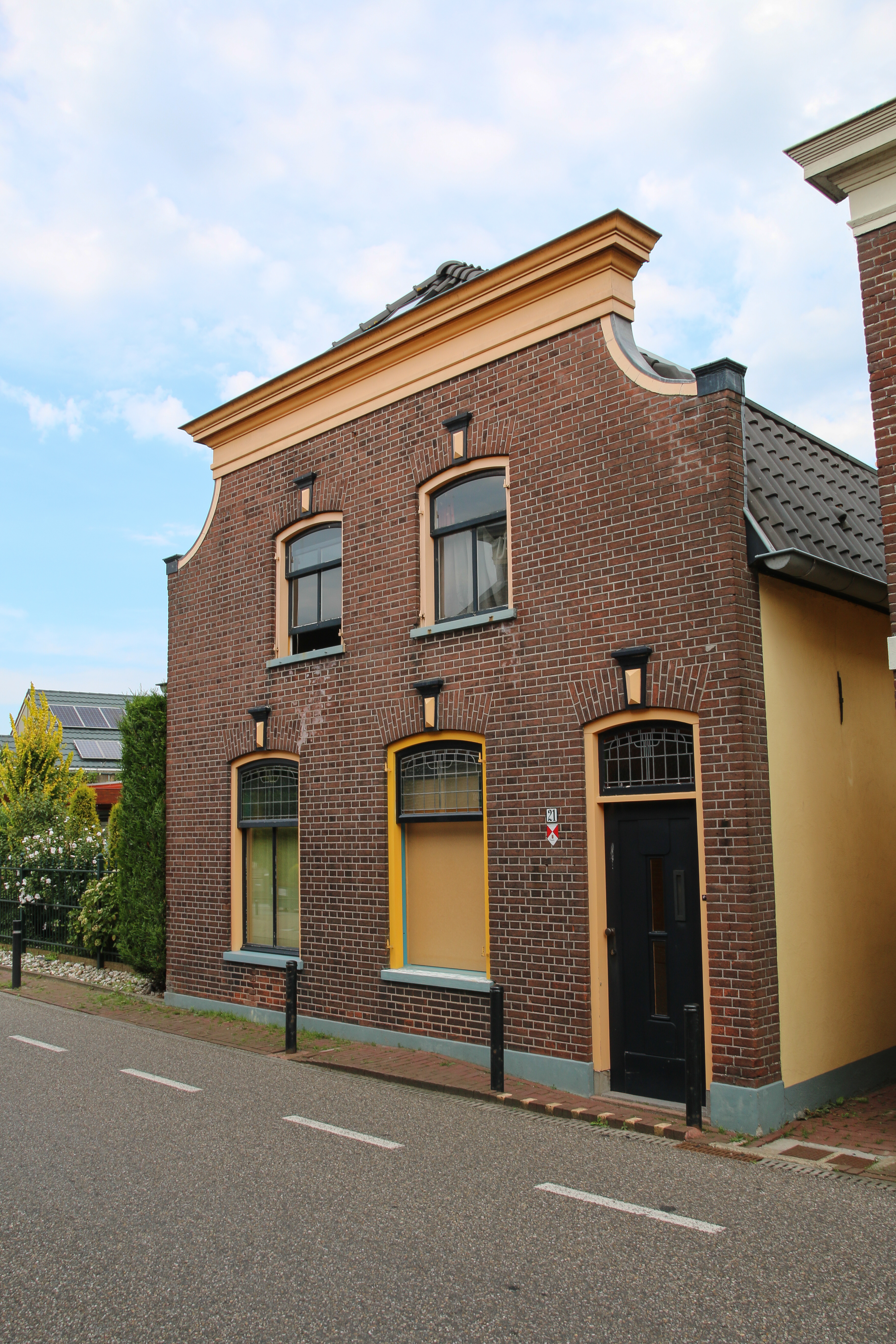
Будинок у Меркерці
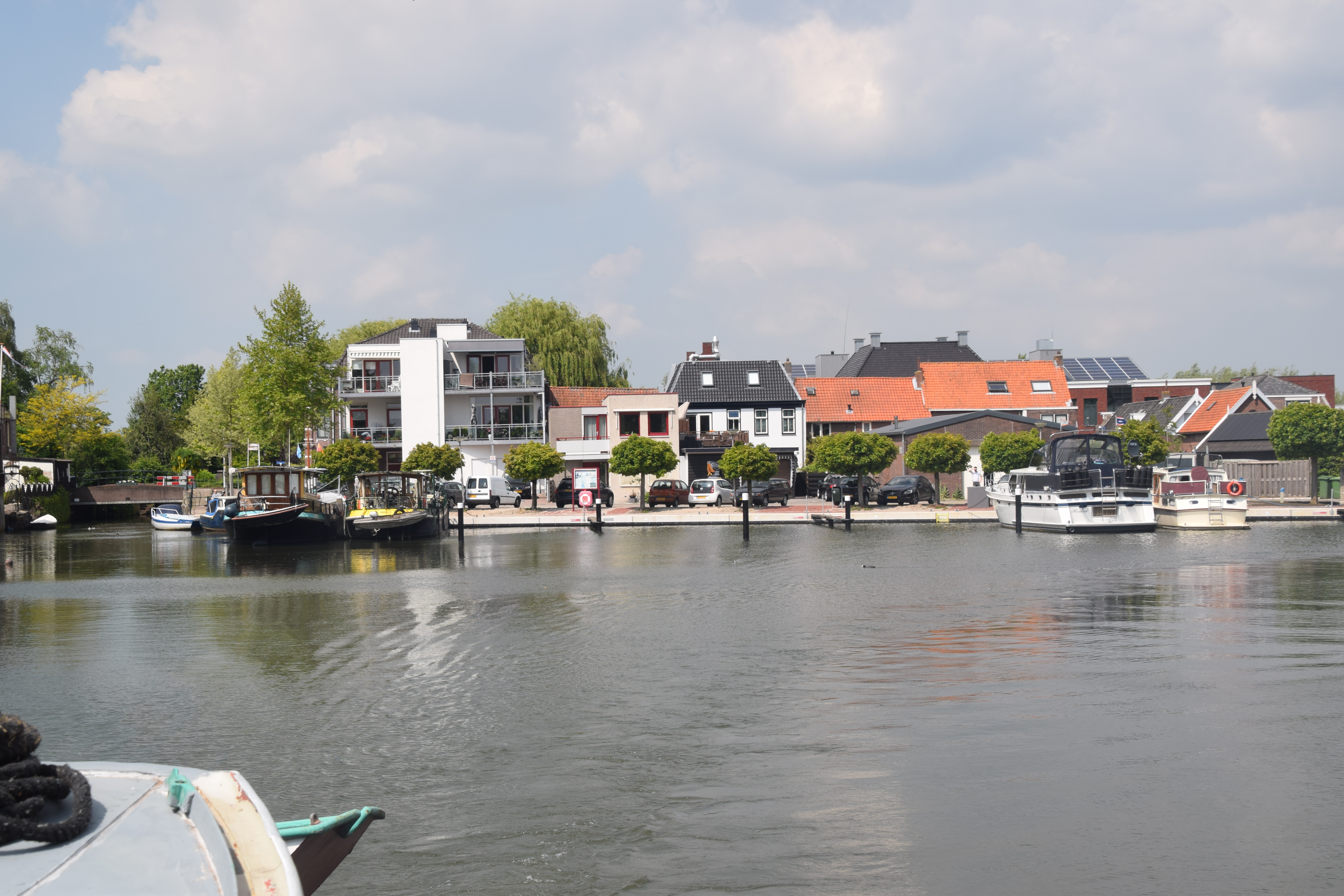
Гавань
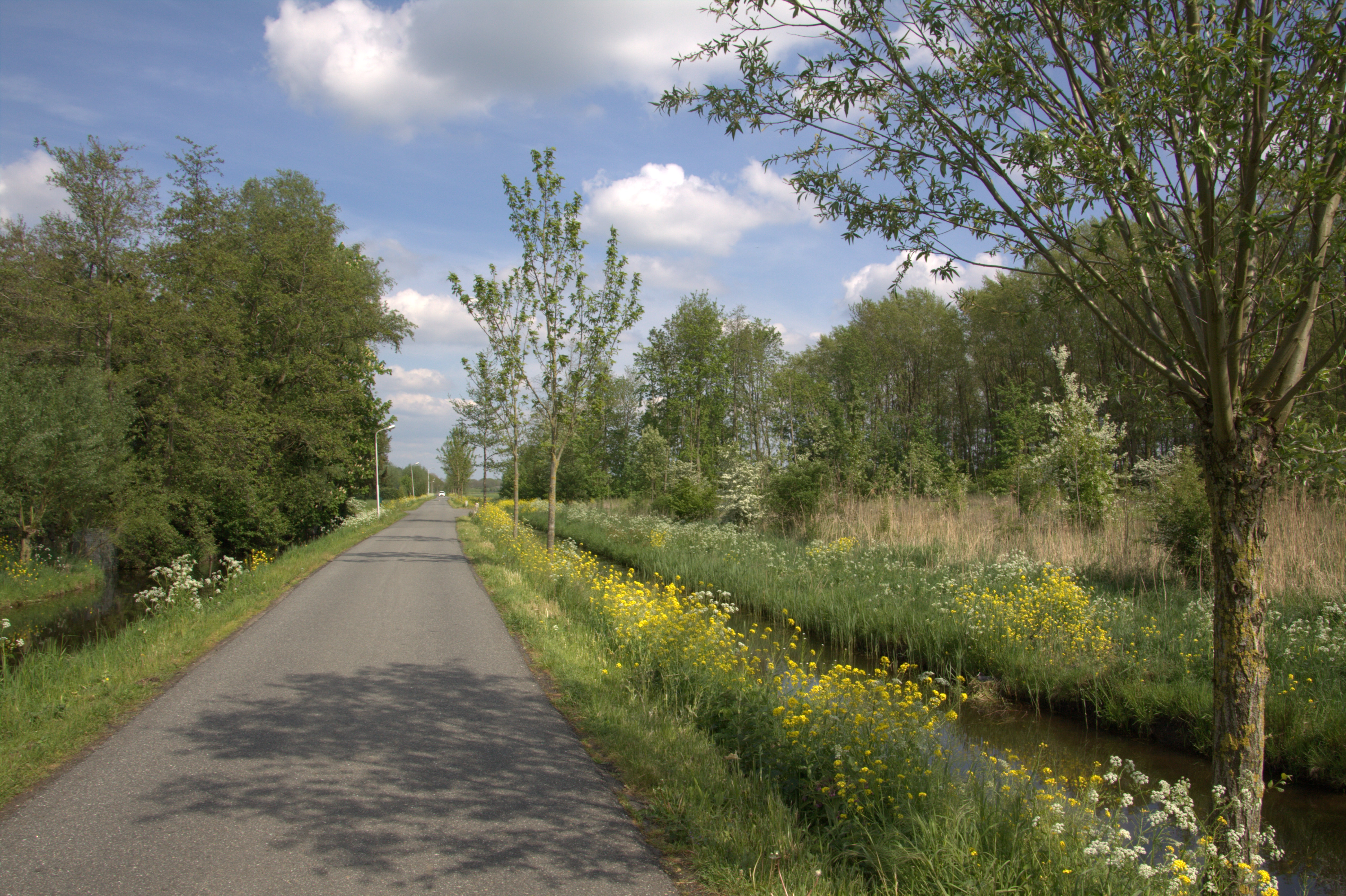
Сільська дорога